# كاماك (جورجيا)
كاماك (بالإنجليزية: Camak, Georgia)‏ هي بلدة تقع في مقاطعة وارين، جورجيا بولاية جورجيا في الولايات المتحدة. تبلغ مساحتها 2 (كم²)، وترتفع عن سطح البحر 177 م، بلغ عدد سكانها 165 نسمة في عام 2000 حسب إحصاء مكتب تعداد الولايات المتحدة وتصل الكثافة السكانية فيها 82.5 نسمة/كم2.

## وصلات خارجية
- The US50 - Cities and Towns in Georgia State
- Georgia Cities and Towns, Facts, Map, Flag, Colleges, Government, and More